# Aragóniai Izabella francia királyné
Aragóniai Izabella (spanyolul: Isabel de Aragón, francia névváltozata alapján Erzsébet, franciául: Élisabeth d'Aragon; 1247 körül – Cosenza, Szicíliai Királyság, 1271. január 28.), Franciaország királynéja 1270 augusztusa és 1271 januárja között Merész Fülöp feleségeként. Ő volt a későbbi Szép Fülöp király édesanyja, valamint másik fia, Károly által a Valois-ház ősanyja.

## Rövid élete

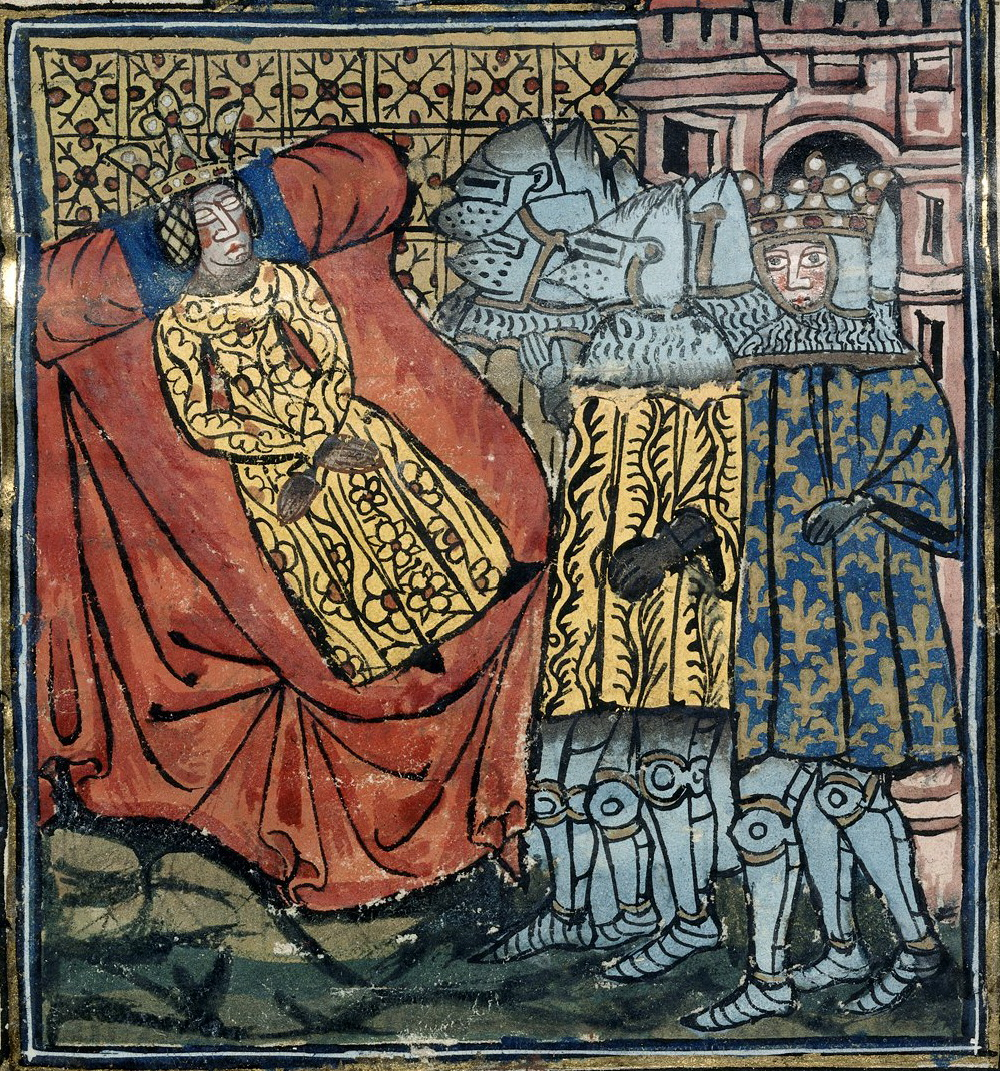
Aragóniai Izabella királyné halála egy középkori miniatúra ábrázolásán, jobbra férje, III. Fülöp francia király

Izabella 1247 körül született, mint I. Jakab aragóniai király és második felesége, Magyarországi Jolán tíz gyermeke közül a hetedik, egyben a negyedik leány. Anyai ágról az Árpád-ház leszármazottja volt, II. András magyar király unokája.
1258. május 11-én megköttetett a corbeili szerződés Izabella apja és IX. Lajos francia király között. A megállapodás részeként Izabellát eljegyezték Lajos második fiával, Fülöppel. A hivatalos házasságkötésre 1262. május 28-án került sor Clairmont városában (ma Clermont-Ferrand). Fülöp ekkor már a francia trón örököse volt fivére, Lajos 1260 januárjában bekövetkezett halála után.
1270 júliusában Izabella elkísérte férjét és apósát a Tunisz bevételét megcélzó nyolcadik keresztes hadjáratra. Apósa, Lajos király a hadjárat során betegség következtében elhunyt, így Izabella férje, Fülöp lett az új király, míg Izabella maga Franciaország királynéja lett. Ahogy a hadjáratról hazafelé tartottak, 1271. január 11-én a calabriai Martirano melletti Savuto folyón átkelve az akkor ötödik gyermekével a hatodik hónapban járó Izabella lovasbalesetet szenvedett. A baleset következtében azonban egy koraszülött fiúgyermeket hozott világra, aki nem sokkal ezt követően meghalt. A legyengült Izabella királynét először Martirano kastélyába, majd Cosenzába szállították, ám január 28-án, mindössze huszonnégy esztendősen elhunyt. A Saint-Denis-székesegyházban helyezték nyugalomra, ám sírját – más királysírokhoz hasonlóan – a francia forradalom idején, 1793 augusztusában feltörték.

## Gyermekei
1. Lajos (1264–1276), trónörökösherceg, ám fiatalon elhunyt;
2. IV. Fülöp (1268–1314), francia és navarrai király lett;
3. Róbert (1269–1271), kisgyermekként életét vesztette;
4. Károly (1270–1325), Valois grófja, a Valois-ház megalapítója;
5. halva született fiú (1271)